# Scottiglia
La scottiglia o cacciucco di carne, detto anche sugo di scottiglia alla pescinaia e scottiglia di Pescina è una pietanza tipica di Pescina, borgo alle pendici dell'Amiata; che rientra nell'elenco dei prodotti tipici toscani.

## Ingredienti
Gli ingredienti sono: misto di carni di vitello, maiale, pollo, tacchino, coniglio e, a seconda dei gusti, agnello. 

## Preparazione
La cottura è molto lunga, dalle 3 alle 5 ore.
Si presenta come una zuppa di carni miste, di color rosso scuro, dal sapore forte e strutturato e dal gradevole profumo.
Il piatto viene preparato e servito, con pane abbrustolito o  raffermo, in occasione delle visite dei fattori.